# タマル (企業)
株式会社タマルは、かつて存在した、レコード、CD販売を主とする企業。香川県高松市に本社を置いていた。2007年5月28日に自己破産を申請し、翌29日に破産手続開始決定した。

## 概要
本店は高松市の常磐街商店街にあり、老舗のレコードショップとして営業していた。バブル期以前は本店の前が高松市内最高の路線価だった。音楽ビジネスの拡大に伴い成長し、ZELLと呼ばれる大型郊外店の出店を開始。更に、岡山県にも進出した。一時はショッピングセンターにも進出していたが、短期間で撤退した。
レコードや音楽CD販売の傍ら、ZELL by Tamaru屋島店はソニーショップでもあり、カセットテープやMD、乾電池などの消耗品から、ウォークマン、ハンディカム、更に液晶テレビや高級オーディオ機器など各種ソニー商品を扱っていた。
レコード販売店としては、早くからPOSシステムを導入。ポイントカードに対応し、購入価格に応じてポイントがたまり、1ポイント1円として次回使用時に割引を受けられるほか、携帯電話のメールアドレスを登録すると、ポイント加算率が倍以上にアップする代わりに、会員の購入履歴から、アーティストの嗜好性を抽出し、嗜好に応じた新譜リリースなどの情報をメールで情報を提供、メールから携帯用ホームページで予約までできるようになっていた。このシステムで予約した場合、更にポイントが加算された。顧客の嗜好情報に基づく新譜情報は、商品購入時にレシートにも印字される。これらのCDショップ向けシステムを、他のCDショップに販売していた時期もあった。
四国で一番早くEdy利用可能店舗となる。チャージ機も備えていた。
LD、DVDの品揃えは、映画はもちろんであるが、アニメ関連も豊富であった。香川県は、ゲーマーズが進出するまでアニメ専門店が無く、コミックや雑誌、ライトノベルなどの書籍系は宮脇書店、CDやLD,DVDなど映像系は同社が県内でも抜群の在庫を持ってその代替をしていた。一方で外資系CDショップの高松進出を阻み続けたのも事実である。ちなみに完全消滅後の2012年4月にはタワーレコード高松店がオープンしている
破産の直接の原因は明らかになっていない。しかし、複数の要因により同業他社および他業種との競合が加速していたのは事実である。
- インターネット通信販売の普及。
- アニメイト高松店の開店（本店とエルタマル店の中間に位置していた）。
- 中古CD・DVDショップ（ブックオフ、ブックストリート）の出店拡大。
- CD・DVDレンタルショップの拡大（TSUTAYA、ゲオ＝かつてのロッキー）とレンタル価格の過当競争激化（100円レンタルの拡大）。後に一部のTSUTAYA店舗が原則全商品100円レンタルの「ビデオ100」に衣替えし、更に競争が激化。
- TSUTAYA、ゲオ、ヤマダ電機、一般書店でのCD・DVD・ブルーレイ販売取扱開始（ただし、CD・DVDコーナー未設置の書店も含む）。
- 岡山地区における巨大CD専門店タワーレコード（後に岡山市内からは撤退）、ヴァージンメガストア（後に撤退）、HMV（後に撤退、イオンモール岡山開業時に再進出）の進出。
- 常磐街商店街の衰退（ほとんどの店舗が閉店し、シャッター通りと化していた）。

など。

## 沿革
- 1928年 - 創業。
- 1976年9月21日 - 法人化。
- 2007年5月28日 - 高松地方裁判所に自己破産申請。負債は12億円。翌29日破産手続開始決定。
- 2010年11月20日 - 破産廃止。
- その後2回高松地裁によって清算人が選任されたが、いずれも短期間で取り消される。
- 2011年9月14日 - 2回目の清算人選任取り消しにより、登記簿が閉鎖され完全消滅。

## 店舗一覧
- 本店　高松市　常磐町商店街
- el TAMARU（エルタマル　通称エル店）丸亀町商店街
- 太田店（1997年3月1日開店[2]）　高松市太田町　レインボー通り沿い
- ZELL by TAMARU 屋島店　高松市春日町　国道11号沿い
- ZELL by TAMARU 丸亀店   丸亀市土器町東

ほか。